# ガバリン
『ガバリン』（House）は、1986年のアメリカ合衆国のホラー/コメディ映画である。
1987年の『ガバリン2 タイムトラぶラー』と1989年の『デビルジャンク』、そして1992年の『ガバリン3』と、3本の続編が制作された。

## ストーリー
ベトナム戦争の退役軍人でホラー作家のロジャー・コッブは、彼のおばを訪問中に失踪した息子ジミーを捜索するも結局は自身の結婚生活と文筆業とをふいにした。おばの突然の死を受けて、コッブは戦時の経験に基づく作品に取り組むべく彼女の屋敷に移り住む。コッブの周囲で奇妙な出来事が起こり始めるのに従い、彼はこの魔性の館が幽霊を蔓延させているばかりか、自分の存在に憤慨していることを意識するようになる。そして幽霊達は彼を過去へといざない、彼の非道ぶりを突きつけるのだった。

## 出演者
| 役名                         | 俳優                        | 日本語吹替 |
| 役名                         | 俳優                        | テレビ朝日版 |
| ---------------------------- | --------------------------- | --- |
| ロジャー・コッブ             | ウィリアム・カット          | 富山敬 |
| ハロルド・ゴートン           | ジョージ・ウェント          | 神山卓三 |
| ビッグ・ベン                 | リチャード・モール          | 石田太郎 |
| サンディ・シンクレア         | ケイ・レンツ                | 弥永和子 |
| ターニャ                     | メアリー・ステイヴィン      | 高島雅羅 |
| チェット・パーカー           | マイケル・エンサイン        | 池田勝 |
| エリザベス・フーパーおばさん | スーザン・フレンチ          | 瀬能礼子 |
| ジミー・コッブ               | エリック&マーク・シルヴァー | 飯塚亮平 |
| 役不明又はその他             |                             | 北村弘一 仲木隆司 村松康雄 井上和彦 速水奨 堀内賢雄 前沢迪雄 鵜飼るみ子 千田光男 田原アルノ 稲葉実 鈴木れい子 幹本雄之 岡のりこ 村山明 |
|                              |                             | |
| 翻訳                         |                             | 平田勝茂 |
| 演出                         |                             | 高桑慎一郎 |
| 調整                         |                             | 遠西勝三 |
| 効果                         |                             | 南部満治 大橋勝次 河合直 |
| 制作                         |                             | ニュージャパンフィルム |
| 担当                         |                             | 圓井一夫 |
| 解説                         |                             | 淀川長治 |
| 初回放送                     |                             | 1988年2月14日 『日曜洋画劇場』 |

## 興行収入
『ガバリン』は1986年3月2日に合衆国の305館にて封切られた。興行収入はその週末に$5,923,000となり、同年4月13日には米国内での総計は$18,503,001に達した。

## 賞
この映画でリチャード・モールとケイ・レンツの両名が1987年にサターン賞にノミネートされた。1986年には、スティーヴ・マイナーが評論家賞を受賞し、1989年の国際ファンタジー映画賞にもノミネートを受けたが賞を勝ち取るまでには至らなかった。

## 映像ソフト
ホラー・マニアックスシリーズ 第12期 第1弾『ガバリン』-日本語吹替音声収録2Kレストア版-
第15回パリ国際ファンタスティック映画祭グランプリ受賞。
叔母の遺産は怪物屋敷!異次元の迷宮に消えた息子を救え!
規格品番：BBXF-2130
発売日：2020年07月03日
発売元：株式会社ニューライン
販売元：株式会社ハピネット

## サウンドトラック
サウンドトラックはレコード、カセットテープ、そしてCDの媒体で1987年にリリースされた。約51分14秒間に『ガバリン』と『ガバリン2』とに使用された25曲が収録されている。
ソング・リスト
ディスク / カセット 1
1. オープニング・タイトルズ (Opening Titles)
2. ジ・アブダクション (The Abduction)
3. ヘイ、ロイ! (Hey, Roy!)
4. ア・ファイアリィ・サンディウィッチ (A Fiery Sandywitch)
5. ディング＝バット・アタック (Ding-Bat Attack)
6. セカンド・ハンド (2nd Hand)
7. ヴェト・メモリィズ / ザ・チムニィ (Viet Memories/ The Chimney)
8. ビッグ・ベン・チェイス (Big Ben Chase)
9. クージョ、ザ・ラクーン (Cujo, The Racoon)
10. ヴェト・レスキュー (Viet Rescue)
11. "トランスパーアンティ" ("TransparAuntie")
12. ロジャー・ゲッツ・ア・ワンド (Roger Gets A Wand)
13. クロゥズ・シェイヴ (Close Shave)

ディスク / カセット 2
1. オープニング・タイトルズ (Opening Titles)
2. アン・オルタネィト・ユニヴァース (An Alternate Universe)
3. アヴェスト・ジ・アズテクス (Avast Ye Azteacs)
4. ゼアズ・ア・ジャングル・イン・ゼア (There's A Jungle In There!)
5. "スカルディガリィ" ("Skulldiggery")
6. ルッキング・フォー・ザ・ヴァーミット・フー・ショット・マイ・ファーザー (Looking For The Varmit Who Shot My Father)
7. アーノルド・ザ・バーバリアン (Arnold The Barbarian)
8. ペトラ、ペトラ、ペトラ (Petra, Petra, Petra)
9. アイ・ラヴ・ユー、グランプス (I Love You, Gramps)
10. ア・レア・コマデティ (A Rare Commodity)
11. フィナーリ・グランデ (Finale Grande)
12. エンド・タイトルズ (End Titles)

## 映画小説
- 著者：フレッド・デッカー 文：柴田京子 （1986年6月25日、講談社）

## 関連書籍
1986年に双葉文庫ゲームブック『ガバリン』が刊行されている。著者は塩田信之、飯野文彦、三原治、中山りか子、パズル制作は内田信一、熊木浩之。翻訳ではなく日本独自の作品である。

## ゲームソフト
魔性の館 ガバリン（MSX1、1987年5月1日）